# (31776) 1999 JE124
1999 JE124 (asteroide 31776) é um asteroide da cintura principal. Possui uma excentricidade de 0.10592930 e uma inclinação de 16.54503º.
Este asteroide foi descoberto no dia 14 de maio de 1999 por LINEAR em Socorro.